# Берг, Питер
Питер Берг (англ. Peter Berg, род. 11 марта 1964, Нью-Йорк, Нью-Йорк США) — американский актёр, кинорежиссёр, сценарист и продюсер.

## Ранние годы
Питер родился в Нью-Йорке, в семье Сэлли и Лэрри Берг. У него есть младшая сестра, Мэри. После окончания школы, он поступил в Macalester College в St. Paul, где изучал искусство и театр, и который он окончил в 1984 году.

## Карьера
В 1985 году Берг переехал в Голливуд и работал там сначала ассистентом в продукции. Год спустя у Питера была первая роль в телесериале The Equalizer. В 1996 году он написал сценарий одного эпизода из телесериала «Надежда Чикаго». В этом телесериале он так же дебютировал в качестве режиссёра одного из эпизодов. 2 года спустя, он снял свой первый полнометражный кинофильм «Очень дикие штучки».

## Избранная фильмография

### Актёрские работы
| Год  | Название                    | Оригинальное название | Роль                  |
| ---- | --------------------------- | --------------------- | --------------------- |
| 1988 | Миля чудес                  | Miracle Mile          | член группы           |
| 1988 | На вторник не рассчитывай   | Never on Tuesday      | Эдди                  |
| 1989 | Сердце Дикси                | Heart of Dixie        | Дженкс                |
| 1989 | Электрошок                  | Shocker               | Джонатан Паркер       |
| 1991 | Опоздавшие к обеду          | Late for Dinner       | Фрэнк Лавгрен         |
| 1992 | Ночной отбой                | A Midnight Clear      | Бад Миллер            |
| 1993 | Эспен — самый сложный спуск | Aspen Extreme         | Декстер «Декс» Рутеки |
| 1993 | Огонь в небе                | Fire in the Sky       | Дэвид Витлок          |
| 1994 | Последнее соблазнение       | The Last Seduction    | Майк Суол             |
| 1994 | Последний ковбой            | F.T.W.                | Клем Стюарт           |
| 1996 | Девушка № 6                 | Girl 6                | Caller #1, Bob        |
| 1996 | Большой белый обман         | The Great White Hype  | Терри Конклин         |
| 1997 | Полицейские                 | Cop Land              | Джоуи Рендон          |
| 2004 | Соучастник                  | Collateral            | Ричард Вейднер        |
| 2006 | Козырные тузы               | Smokin' Aces          | Пит Дикс              |
| 2007 | Львы для ягнят              | Lions for Lambs       | подполковник Фалько   |

### Другие работы в кино и на телевидении
| Год         | Название                     | Оригинальное название            | Работа                                       |
| ----------- | ---------------------------- | -------------------------------- | -------------------------------------------- |
| 1994 — 2000 | Надежда Чикаго (сериал)      | Chicago Hope                     | сценарист, актёр                             |
| 1998        | Очень дикие штучки           | Very Bad Things                  | режиссёр, сценарист                          |
| 2000        | Страна чудес (сериал)        | Wonderland                       | режиссёр, сценарист, продюсер                |
| 2003        | Сокровище Амазонки           | The Rundown                      | режиссёр                                     |
| 2004        | В лучах славы                | Friday Night Lights              | режиссёр, сценарист                          |
| 2006 — 2011 | Огни ночной пятницы (сериал) | Friday Night Lights              | режиссёр, сценарист, продюсер, актёр         |
| 2006        | Плутоний-239                 | The Half Life of Timofey Berezin | продюсер                                     |
| 2007        | Королевство                  | The Kingdom                      | режиссёр, актёр                              |
| 2007        | Ларс и настоящая девушка     | Lars and the Real Girl           | продюсер                                     |
| 2008        | Хэнкок                       | Hancock                          | режиссёр, актёр                              |
| 2009        | Виртуальность                | Virtuality                       | режиссёр, продюсер                           |
| 2009 — 2010 | Травма (сериал)              | Trauma                           | продюсер                                     |
| 2010        | Лузеры                       | The Losers                       | сценарист                                    |
| 2010        | Миссия                       | The Mission                      | режиссёр, продюсер                           |
| 2011        | Главный подозреваемый        | Prime Suspect                    | режиссёр, продюсер                           |
| 2012        | Морской бой                  | Battleship                       | режиссёр, продюсер                           |
| 2013        | Уцелевший                    | Lone Survivor                    | режиссёр, сценарист, исполнительный продюсер |
| 2014        | Оставленные                  | The Leftovers                    | режиссёр, исполнительный продюсер            |
| 2015        | Игроки                       | Ballers                          | режиссёр, исполнительный продюсер            |
| 2016        | Глубоководный горизонт       | Deepwater Horizon                | режиссёр                                     |
| 2016        | День патриота                | Patriots Day                     | режиссёр                                     |
| 2018        | 22 мили                      | Mile 22                          | режиссёр, продюсер                           |
| 2020        | Правосудие Спенсера          | Spenser Confidential             | режиссёр, продюсер                           |
| 2025        | Первозданная Америка         | American Primeval                | режиссёр, исполнительный продюсер            |